# 28136 Chasegross
28136 Chasegross è un asteroide della fascia principale. Scoperto nel 1998, presenta un'orbita caratterizzata da un semiasse maggiore pari a 2,3058742 UA e da un'eccentricità di 0,0661440, inclinata di 5,88828° rispetto all'eclittica.